# Heiki Loot
Heiki Loot (28. dubna 1971, Tallinn) je estonský právník a politik.
V letech 2003–2018 zastával funkci státního tajemníka Estonska, od roku 2018 je soudcem Nejvyššího soudu (Riigikohus).